# Apocheiridium
Genre
Synonymes
- Chiliocheiridium Vitali-di Castri, 1969

Apocheiridium est un genre de pseudoscorpions de la famille des Cheiridiidae.

## Distribution
Les espèces de ce genre se rencontrent en Amérique, en Europe, en Asie, en Océanie et en Afrique.

## Liste des espèces
Selon Pseudoscorpions of the World (version 3.0) :
- Apocheiridium asperum Beier, 1964
- Apocheiridium bulbifemorum Benedict, 1978
- Apocheiridium caribicum Beier, 1936
- Apocheiridium cavicola Mahnert, 1993
- Apocheiridium chamberlini Godfrey, 1927
- Apocheiridium chilense Vitali-di Castri, 1962
- Apocheiridium eruditum Chamberlin, 1932
- Apocheiridium fergusoni Benedict, 1978
- Apocheiridium ferum (Simon, 1879)
- Apocheiridium ferumoides Chamberlin, 1924
- Apocheiridium granochelum Benedict, 1978
- Apocheiridium indicum Murthy & Ananthakrishnan, 1977
- Apocheiridium inexpectum Chamberlin, 1932
- Apocheiridium leopoldi Vitali-di Castri, 1962
- Apocheiridium lienhardi Mahnert, 2011
- Apocheiridium minutissimum Beier, 1964
- Apocheiridium mormon Chamberlin, 1924
- Apocheiridium pallidum Mahnert, 1982
- Apocheiridium pelagicum Redikorzev, 1938
- Apocheiridium pinium Morikawa, 1953
- Apocheiridium reddelli Muchmore, 1992
- Apocheiridium rossicum Redikorzev, 1935
- Apocheiridium serenense Vitali-di Castri, 1969
- Apocheiridium stannardi Hoff, 1952
- Apocheiridium turcicum Beier, 1967
- Apocheiridium validissimum Beier, 1976
- Apocheiridium validum Beier, 1967
- Apocheiridium zealandicum Beier, 1976

## Publication originale
- Chamberlin, 1924 : The Cheiridiinae of North America (Arachnida - Pseudoscorpionida). Pan-Pacific Entomologist, vol. 1, p. 32-40 (texte intégral).